# كاثرين ماكجريجور
كاثرين ماكجريجور (بالإنجليزية: Katherine MacGregor)‏ هي راقصة وممثلة أمريكية، ولدت في 12 يناير 1925 في غلينديل في الولايات المتحدة، وتوفيت في 13 نوفمبر 2018 في وودلاند هيلز، كاليفورنيا في الولايات المتحدة.

## أعمال

### مسلسلات
- بيت صغير على المرج

## وصلات خارجية
- كاثرين ماكجريجور على موقع IMDb (الإنجليزية)
- كاثرين ماكجريجور على موقع روتن توميتوز (الإنجليزية)
- كاثرين ماكجريجور على موقع ألو سيني (الفرنسية)
- كاثرين ماكجريجور على موقع تيرنر كلاسيك موفيز (الإنجليزية)
- كاثرين ماكجريجور على موقع أول موفي (الإنجليزية)
- كاثرين ماكجريجور على موقع قاعدة بيانات برودواي على الإنترنت (الإنجليزية)
- كاثرين ماكجريجور على موقع قاعدة بيانات الأفلام السويدية (السويدية)
- كاثرين ماكجريجور على موقع إن إن دي بي (الإنجليزية)
- كاثرين ماكجريجور على موقع قاعدة بيانات الفيلم (الإنجليزية)
- كاثرين ماكجريجور على موقع كينوبويسك (الروسية)